# Joseph Seipelt
Joseph Seipelt (* 5. November 1787 in Ragendorf, Komitat Wieselburg; † 21. Februar 1847 in Wien) war ein österreichischer Opernsänger (Bass), Komponist und Chorleiter.

## Leben
Seipelt sang zunächst im Chor des Theaters an der Wien, nahm später Unterricht bei Antonio Salieri und debütierte dann sehr erfolgreich als Bass in Lemberg. Es folgten Engagements in Hermannstadt, Temeswar und von 1809 bis 1812 in Linz. Nach Tätigkeiten an verschiedenen ungarischen und galizischen Opernhäusern, u. a. am Deutschen Theater in Budapest, kehrte er an das Theater an der Wien zurück, wo er alle großen Partien seines Fachs sang und nach seinem Abschied von der Bühne noch als Chordirektor tätig war. Er komponierte vor allem Gesangsquartette für Männerstimmen. Am 7. Mai 1824 sang er die Basspartie bei der denkwürdigen Uraufführung von Beethovens 9. Sinfonie. Am 23. April 1829 wurde er zum Ehrenbürger Wiens ernannt. 
Seine Tochter Josephine (1816–1841) war eine bekannte Pianistin und Schülerin von Franz Jakob Freystädtler. Seine Tochter Amalie war Sängerin am Kärntnertortheater.